# Tipula juventa
Tipula juventa är en tvåvingeart som beskrevs av Alexander 1937. Tipula juventa ingår i släktet Tipula och familjen storharkrankar.
Artens utbredningsområde är Ecuador. Inga underarter finns listade i Catalogue of Life.